# 夏河県
夏河県（かが-けん）は中華人民共和国甘粛省甘南チベット族自治州に位置する県。チベット名はサンチュ（བླ་བྲང་རྗོང་,Sangqu）。県人民政府の所在地は拉卜楞鎮。

## 地理
東は合作市、南はルチュ県、北は臨夏県・青海省循化サラール族自治県・同仁市、西は青海省沢庫県に隣接する。チベット族が総人口の約78%を占める。

## 歴史
1926年（民国15年）、導河県・臨潭県及び循化県の一部に拉卜楞設治局を設置。1928年（民国17年）3月、夏河県に昇格。

## 行政区画
8鎮、5郷を管轄：

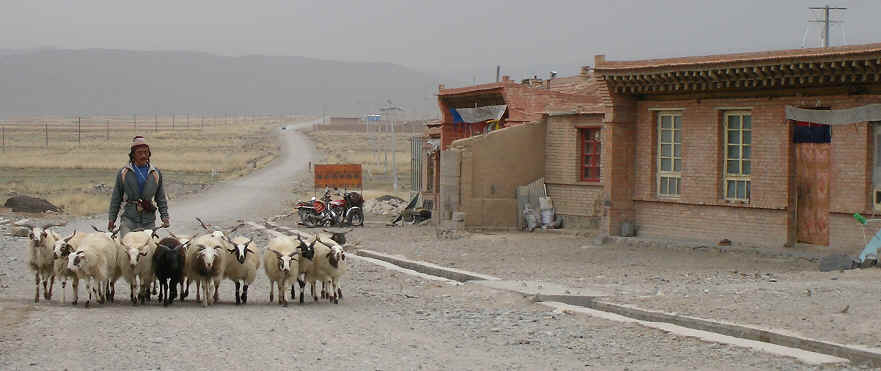
夏河県郊外の風景

- 鎮：拉卜楞鎮、王格爾塘鎮、阿木去乎鎮、桑科鎮、甘加鎮、麻当鎮、博拉鎮、科才鎮
- 郷：達麦郷、曲奧郷、唐尕昂郷、扎油郷、吉倉郷

## 交通

### 道路
- 高速道路
  - S2 蘭郎高速道路
- 国道
  - G213国道
- 空港
  - 甘南夏河空港

## 名勝・史跡

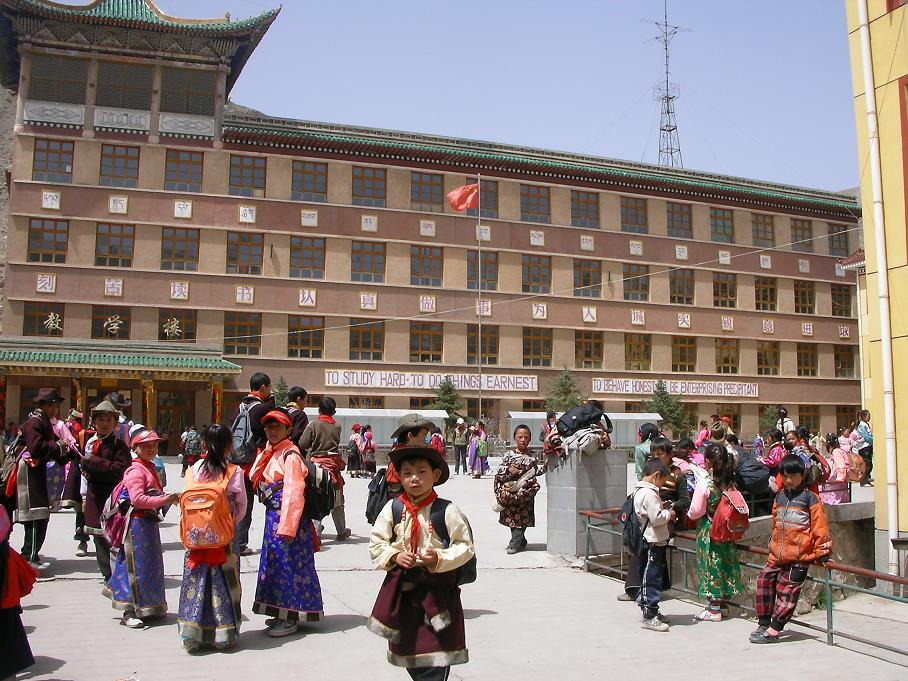
夏河県の学校。チベット語・中国語・英語で学習標語が書かれている

街の西部にチベット仏教ゲルク派六大寺院の一つラプラン寺がある。